# Graham Poll

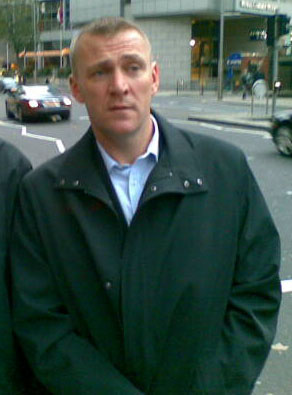
Graham Poll

Graham Poll (* 29. Juli 1963 in Tring, Hertfordshire, England) ist ein ehemaliger englischer Fußballschiedsrichter.

## Karriere
Poll war seit 1996 FIFA-Schiedsrichter und pfiff sein erstes Länderspiel 1997 beim WM-Qualifikationsspiel Aserbaidschan gegen Finnland.
Er belegte 2005 in der Weltrangliste zum Schiedsrichter des Jahres den 5. Platz.
2006 wurde er zusammen mit 22 anderen Schiedsrichtern für die Fußball-Weltmeisterschaft in Deutschland nominiert. Zuvor pfiff er bereits bei der Europameisterschaft 2000 in Belgien und den Niederlanden, bei der Weltmeisterschaft 2002 in Japan/Südkorea sowie bei der Europameisterschaft 2004 in Portugal.

## Kurioses
Poll sorgte am 22. Juni 2006 für ein Kuriosum, als er im Spiel Kroatien – Australien bei der WM 2006 den Kroaten Josip Šimunić versehentlich erst nach der dritten Gelben Karte des Feldes verwies. Nach diesem Vorfall erntete Poll heftige Kritik, u. a. von FIFA-Chef Sepp Blatter, so dass sich der Engländer entschied, seine internationale Karriere zu beenden. In seiner Autobiografie erklärt Poll den Vorfall damit, Šimunićs zweite Verwarnung aufgrund dessen australischen Akzents irrtümlicherweise dem australischen Spieler mit der Rückennummer 3, Craig Moore, zugeordnet zu haben.